# 1992-es MotoGP-világbajnokság
Az 1992-es MotoGP-világbajnokság volt a gyorsaságimotoros-világbajnokság 44. szezonja.

## Versenyek
| #  | Verseny             | Helyszín      | 125 cm³ győztes     | 250 cm³ győztes     | 500 cm³ győztes | Összefoglaló |
| -- | ------------------- | ------------- | ------------------- | ------------------- | --------------- | ------------ |
| 1  | japán nagydíj       | Suzuka        | Ralf Waldmann       | Luca Cadalora       | Mick Doohan     | Összefoglaló |
| 2  | ausztrál nagydíj    | Eastern Creek | Ralf Waldmann       | Luca Cadalora       | Mick Doohan     | Összefoglaló |
| 3  | japán nagydíj       | Shah Alam     | Alessandro Gramigni | Luca Cadalora       | Mick Doohan     | Összefoglaló |
| 4  | japán nagydíj       | Jerez         | Ralf Waldmann       | Loris Reggiani      | Mick Doohan     | Összefoglaló |
| 5  | olasz nagydíj       | Mugello       | Ezio Gianola        | Luca Cadalora       | Kevin Schwantz  | Összefoglaló |
| 6  | európai nagydíj     | Catalunya     | Ezio Gianola        | Luca Cadalora       | Wayne Rainey    | Összefoglaló |
| 7  | német nagydíj       | Hockenheim    | Bruno Casanova      | Pierfrancesco Chili | Mick Doohan     | Összefoglaló |
| 8  | holland nagydíj     | Assen         | Ezio Gianola        | Pierfrancesco Chili | Àlex Crivillé   | Összefoglaló |
| 9  | magyar nagydíj      | Hungaroring   | Alessandro Gramigni | Luca Cadalora       | Eddie Lawson    | Összefoglaló |
| 10 | francia nagydíj     | Magny-Cours   | Ezio Gianola        | Loris Reggiani      | Wayne Rainey    | Összefoglaló |
| 11 | brit nagydíj        | Donington     | Fausto Gresini      | Pierfrancesco Chili | Wayne Gardner   | Összefoglaló |
| 12 | brazil nagydíj      | Interlagos    | Dirk Raudies        | Luca Cadalora       | Wayne Rainey    | Összefoglaló |
| 13 | dél-afrikai nagydíj | Kyalami       | Jorge Martínez      | Max Biaggi          | John Kocinski   | Összefoglaló |

## Végeredmény

### 500 cm³
| #  | Versenyző      | Rajtszám | Motor               | Pont | Győzelem |
| -- | -------------- | -------- | ------------------- | ---- | -------- |
| 1  | Wayne Rainey   | 1        | Marlboro-Yamaha     | 140  | 3        |
| 2  | Mick Doohan    | 2        | Rothmans-Honda      | 136  | 5        |
| 3  | John Kocinski  | 4        | Marlboro-Yamaha     | 102  | 1        |
| 4  | Kevin Schwantz | 34       | Lucky Strike-Suzuki | 99   | 1        |
| 5  | Doug Chandler  | 10       | Lucky Strike-Suzuki | 94   | 0        |
| 6  | Wayne Gardner  | 5        | Rothmans-Honda      | 78   | 1        |
| 7  | Juan Garriga   | 6        | Ducados-Yamaha      | 61   | 0        |
| 8  | Àlex Crivillé  | 28       | Campsa-Honda        | 59   | 1        |
| 9  | Eddie Lawson   | 7        | Cagiva              | 56   | 1        |
| 10 | Randy Mamola   | 8        | Budweiser-Yamaha    | 45   | 0        |

### 250 cm³
| #  | Versenyző           | Rajtszám | Motor   | Pont | Győzelem |
| -- | ------------------- | -------- | ------- | ---- | -------- |
| 1  | Luca Cadalora       | 1        | Honda   | 203  | 7        |
| 2  | Loris Reggiani      | 6        | Aprilia | 159  | 2        |
| 3  | Pierfrancesco Chili | 7        | Aprilia | 119  | 3        |
| 4  | Helmut Bradl        | 2        | Honda   | 89   | 0        |
| 5  | Max Biaggi          |          | Aprilia | 78   | 1        |
| 6  | Alberto Puig        |          | Aprilia | 71   | 0        |
| 7  | Jochen Schmid       | 8        | Yamaha  | 58   | 0        |
| 8  | Carlos Cardús       | 3        | Honda   | 48   | 0        |
| 9  | Simizu Maszahiro    | 5        | Honda   | 46   | 0        |
| 10 | Doriano Romboni     |          | Honda   | 43   | 0        |

### 125 cm³
| #  | Versenyző           | Rajtszám | Motor   | Pont | Győzelem |
| -- | ------------------- | -------- | ------- | ---- | -------- |
| 1  | Alessandro Gramigni | 7        | Aprilia | 134  | 2        |
| 2  | Fausto Gresini      | 2        | Honda   | 118  | 1        |
| 3  | Ralf Waldmann       | 3        | Honda   | 112  | 3        |
| 4  | Ezio Gianola        |          | Honda   | 105  | 4        |
| 5  | Bruno Casanova      |          | Aprilia | 96   | 1        |
| 6  | Dirk Raudies        | 8        | Honda   | 91   | 1        |
| 7  | Jorge Martínez      |          | Honda   | 83   | 1        |
| 8  | Gabriele Debbia     | 4        | Honda   | 58   | 0        |
| 9  | Ueda Noboru         | 5        | Honda   | 57   | 0        |
| 10 | Vakai Nobojuki      | 10       | Honda   | 52   | 0        |